# Baile an Fheirtéaraigh
Baile an Fheirtéaraigh (på engelska ibland inofficiellt Ballyferriter) är en by i grevskapet Kerry i sydvästra Irland. Byn ligger på Dinglehalvön i ett Gaeltacht, ett område där iriska fortfarande talas allmänt. I väst gränsar byn till Dún Chaoin och i öst till Baile na nGall. 
Ca 75% av befolkningen har iriska som sitt dagliga språk. Som den enda byn i området med ett centrum, bestående av tre pubar, en skola, en kyrka, ett museum och två affärer, är Baile an Fheirtéaraigh även centrum för de övriga byarna i området. Under sommarmånaderna ordnas flera intensivkurser i iriska i byn. Även Cork Universitet ordnar kurser i byn för mer avancerade studenter.